# Challenge de France féminin 2003-2004
La Challenge de France féminin 2003-2004 è stata la 3ª edizione della Coppa di Francia riservata alle squadre femminili. 
Il trofeo è stato conquistato per la seconda volta consecutiva dal FC Lione, ottenuto superando il Compiègne per 2-0 nella finale allo Stade Alexandre-Cueille di Tulle, nella regione del Limosino.

## Fase regionale
Le squadre appartenenti ai campionati regionali si sfidano per prime in gare ad eliminazione diretta. 

## Fase federale

### Primo e Secondo turno
Tra il 25 gennaio 2004 ed il 15 febbraio 2004 si aggiungono alle squadre rimanenti dal turno precedente le 30 squadre appartenenti al campionato Division 2 e si sfidano in gare ad eliminazione diretta.

## Sedicesimi di finale
Le gare si sono svolte il 14 marzo 2004 e si aggiungono alle squadre rimanenti dal turno precedente 12 club del campionato Division 1. Il CNFE Clairefontaine non ha preso parte alla competizione.
| Squadra 1                        | Risultato       | Squadra 2              |
| -------------------------------- | --------------- | ---------------------- |
| ASF Les Verchers                 | 0 - 3           | Soyaux                 |
| Saint-Herblain OC                | 4 - 0           | CPBB Rennes            |
| Saint-Cyr-sur-Loire EB           | 0 - 2           | La Roche-sur-Yon       |
| Tours                            | 3 - 4           | Stade Briochin         |
| Le Mans                          | 1 - 1 (4-3 dtr) | Paris Saint-Germain    |
| FO Hem                           | 0 - 2           | Évreux                 |
| Montigny                         | 0 – 2           | Hénin-Beaumont         |
| Condéen                          | 0 - 1           | Compiègne              |
| FCF Juvisy                       | 4 - 0           | Saint-Memmie Olympique |
| RCF Mâcon                        | 3 - 3 (1-4 dtr) | VGA Saint-Maur         |
| COM Bagneux                      | 1 - 0           | SC Schiltigheim        |
| Vendenheim                       | 2 - 2 (3-1 dtr) | Besançon RC            |
| Celtic de Marseille              | 0 - 1           | Montpellier            |
| ES Vitrolles                     | 1 - 0           | FCF Monteux            |
| FC Nivolet                       | 0 - 7           | Tolosa                 |
| Entente Saint-Maurice Yssingeaux | 0 - 3           | FC Lione               |

## Ottavi di finale
Tutte le gare si sono svolte il 11 aprile 2004. 
| Squadra 1        | Risultato       | Squadra 2           |
| ---------------- | --------------- | ------------------- |
| Tolosa           | 2 - 2 (3-2 dtr) | Montpellier         |
| FC Lione         | 1 - 0           | COM Bagneux         |
| ES Vitrolles     | 1 - 2           | Paris Saint-Germain |
| Besançon RC      | 7 - 1           | RCF Mâcon           |
| Évreux           | 1 - 1 (5-4 dtr) | Stade Briochin      |
| Soyaux           | 4 - 3           | Saint-Herblain OC   |
| Hénin-Beaumont   | 0 - 3           | FCF Juvisy          |
| La Roche-sur-Yon | 0 - 0 (2-3 dtr) | Compiègne           |

## Quarti di finale
Le gare si sono svolte il 25 aprile 2004 ad eccezione di Évreux vs FC Lione che si è giocato il 2 maggio 2004.
| Squadra 1   | Risultato       | Squadra 2           |
| ----------- | --------------- | ------------------- |
| Compiègne   | 0 - 0 (6-5 dtr) | Paris Saint-Germain |
| Besançon RC | 3 - 2           | FCF Juvisy          |
| Tolosa      | 1 - 0           | Soyaux              |
| Évreux      | 1 - 3           | FC Lione            |

## Semifinali
Le gare si sono svolte il 20 marzo 2004.
| Squadra 1   | Risultato       | Squadra 2 |
| ----------- | --------------- | --------- |
| Tolosa      | 2 - 5           | FC Lione  |
| Besançon RC | 1 - 1 (2-4 dtr) | Compiègne |

## Finale
| Arbitro: | Karine Vives Solana |

|                                  |           |  |
| Brétigny 20’ Boitelle 52’ (aut.) | Marcatori |  |